# Super Pumped
Production
Diffusion
Super Pumped est une série télévisée d'anthologie américaine créée par Brian Koppelman et David Levien.
La première saison, sous-titrée La face cachée d'Uber (The Battle For Uber en VO), est adaptée du livre Super Pumped: The Battle for Uber de Mike Isaac publié en 2019 et revient sur la création d'Uber et sur l’ascension de Travis Kalanick. Elle est diffusée sur Showtime depuis le 27 février 2022. En France, elle est diffusée sur Canal+ à partir du 2 juin 2022.
Il est ensuite annoncé qu'une seconde saison sera produite. Intitulée Sheryl & Mark, elle sera basée sur un autre ouvrage de Mike Isaac à propos de Facebook.

## Synopsis
Saison 1 - La face cachée d'Uber
En 2011, Travis Kalanick cherche des investisseurs pour sa start-up UberCab créée deux ans plus tôt. Il va notamment travailler avec Bill Gurley.
Saison 2 - Sheryl & Mark
La femme d'affaires Sheryl Sandberg est la première femme à intégrer le conseil d’administration de Facebook, l'entreprise gérée par Mark Zuckerberg.

## Distribution

### Personnages principaux
- Joseph Gordon-Levitt (VF : Taric Mehani) : Travis Kalanick
- Kyle Chandler (VF : Emmanuel Curtil) : Bill Gurley
- Kerry Bishé (VFB : Audrey d'Hulstère) : Austin Geidt
- Babak Tafti (VFB : Maxime Van Santfoort) : Emil Michael
- Jon Bass (VFB : Stéphane Pirard) : Garrett Camp
- Elisabeth Shue (VFB : Nathalie Hugo) : Bonnie Kalanick
- Bridget Gao Hollitt (VFB : Claire Tefnin) : Gabi Holzwarth
- Uma Thurman (VF : Juliette Degenne) : Arianna Huffington
- Quentin Tarantino (VFB : Franck Dacquin) : le narrateur (voix - saison 1[3])

### Récurrents
- Annie Chang (VFB : Séverine Cayron) : Angie You
- Noah Weisberg (VFB : David Manet) : Quentin
- Darren Pettie : Hendricks
- Joel Kelley Dauten (VFB : Michelangelo Marchese) : Ryan Graves
- Ian Alda (VFB : Simon Duprez) : Peter Fenton
- Sonny Valicenti (VFB : Antoni Lo Presti) : Matt Cohler
- Mishka Thébaud : Cory Kalanick
- Virginia Kull (VFB : Julie Basecqz) : Jill Hazelbaker
- Damon Gupton (VFB : Pierre Lognay) : David Drummond
- Chelcie Ross (VFB : Guy Pion) : David Bonderman
- Amanda Brooks (VFB : Marcha Van Boven) : Rachel Whetstone
- Erinn Ruth (VFB : Valérie Muzzi) : Olivia Lungociu
- Mousa Hussein Kraish (VFB : Ilyas Mettioui) : Fawzi Kamel
- Rama Vallury (VFB : Stefano Paganini) : Tahir Khan
- Hank Azaria (VFB : Bruno Buidin) : Tim Cook
- Eva Victor (VFB : Prunelle Rulens) : Susan Fowler
- Richard Schiff : Randall Pearson
- Jessica Hecht (VFB : Stéphane Excoffier) : Amy Gurley

 Source et légende : version française (VF) sur RS Doublage et cartons du doublage français.

## Production

### Genèse et développement
Le projet est évoqué dès septembre 2019 et la publication du livre Super Pumped: The Battle For Uber écrit par le journaliste du New York Times Mike Isaac. En octobre 2019, il est annoncé que la chaine Showtime a acquis les droits de l'ouvrage, en vue d'en faire une mini-série. Brian Koppelman et David Levien, créateurs de la série Billions, sont alors attachés au projet comme créateurs, scénaristes et producteurs délégués, dans le cadre d'un contrat de longue durée avec Showtime Networks.
En mars 2021, la série est confirmée avec une diffusion envisagée pour 2022. En mai 2021, Showtime commande officiellement la série et évoque l'idée d'en faire une anthologie sur plusieurs saisons.
Allen Coulter réalise le premier épisode de la saison 1.
En février 2022, Showtime renouvelle la série pour une deuxième saison, qui sera consacrée à Facebook.

### Attribution des rôles
En 2021, Joseph Gordon-Levitt et Kyle Chandler sont annoncés dans les rôles principaux de la première saison,. En août 2021, Kerry Bishé, Babak Tafti, Mousa Hussein Kraish et Hank Azaria les rejoignent,,. C'est ensuite au tour de Bridget Gao Hollitt, Elisabeth Shue, Virginia Kull, Amanda Brooks, Annie Chang, Erinn Ruth et Mishka Thébaud d'être confirmées,,.
En octobre 2021, Uma Thurman est annoncée dans le rôle d'Arianna Huffington. En février 2022, il est révélé que le cinéaste Quentin Tarantino officiera comme narrateur de la première saison.

### Tournage
Le tournage de la première saison débute en septembre 2021 à Los Angeles.

## Diffusion
La première saison, sous-titrée The Battle For Uber, est diffusée  sur Showtime depuis le 27 février 2022. Elle est disponible sur Paramount+ à l'international.
En France, elle est diffusée à partir du 2 juin 2022 sur Canal+.

## Critiques
Il obtient une note moyenne sur Allociné de 2,9⁄5 pour 8 titres de presse.
Le Figaro, considère que la série reprend le thème du film The Social Network, de David Fincher, et Le Monde, de WeCrashed ou The Dropout.